# Herb Lublany

Herb Lublany

Herb Lublany to „biały zamek złożony z trzech wież, gdzie na drugiej z nich siedzi zielony smok o szponach i języku złotych”. 

## Historia
Miasto powróciło w 2012 r. do podobnego projektu, choć nie takiego samego, jak projekt Valta Jurečiča przyjęty w 1998 r. Nowa decyzja  Rady miasta przewidywała również uproszczony projekt (bez elementów złotych i bez niektórych szczegółów na rysunku), który miałby być stosowany na obrazach o wysokości mniejszej niż 20 mm.

Pieczęcie miejskie używane w XIII wieku przedstawiały stare miasto z wieżą. Smok jest symbolem Lublany.

Dawno temu grecki bohater Jason i jego towarzysze ze statku Argo ukradli Złote Runa królowi Colchian. Próbując uciec przed prześladowcami, statek skręcił w niewłaściwym kierunku i zamiast płynąć na południe, trafił do ujścia Dunaju. Ponieważ nie było dla nich drogi powrotnej, ruszyli w górę Dunaju, Sawy i wreszcie Ljubljanicy. U źródła Ljubljanicy zatrzymali się, rozebrali statek, położyli kawałki desek na ramionach i wnieśli statek na Morze Adriatyckie, gdzie złożyli go z powrotem i kontynuowali drogę do domu. Pomiędzy dzisiejszymi Vrhnika i Lublaną znaleziono duże jezioro otoczone bagnem. To tutaj Jason natknął się na strasznego potwora bagiennego, z którym walczył i w końcu zabił. Tym potworem był Smok Ljubljana, który dziś ma swoje stałe miejsce na szczycie wieży zamkowej w herbie Lublany.